# Huave (langue)
 (mai 2017).
Le contenu est difficilement compréhensible vu les erreurs de traduction, qui sont peut-être dues à l'utilisation d'un logiciel de traduction automatique.
Le huave (également orthographié wabe) est une langue isolée parlée par les Huave sur la côte Pacifique de l'état Mexicain d'Oaxaca. Cette langue est parlée dans quatre villages de  l'Isthme de Tehuantepec, dans le sud-est de l'état, par environ 18 000 personnes (voir le tableau ci-dessous). Les Huaves de San Mateo del Mar, qui s'appellent entre eux Ikoots, ce qui signifie "nous", font référence à leur langue comme ombeayiiüts, ce qui signifie "notre langue". À San Francisco del Mar, les termes correspondants sont Kunajts ("nous") et umbeyajts ("notre langue"). Le terme "Huave", d'après l'historien espagnol Burgoa au XVIIe siècle, est censé provenir des langues Zapotèques, et signifie "les gens qui pourrissent dans l'humidité". Cependant, pour Martínez Gracida (1888), en Zapotèque de l'Isthme, le sens du terme signifie "beaucoup de gens" , interprétant hua comme "abondant" et étant comme une forme raccourcie de binni ("peuple"). L'étymologie du terme nécessite une enquête plus approfondie. Aucune de ces étymologies n'est jugée plausible par ceux qui parlent le Zapotèques de l'Isthme.
Bien que les relations génétiques entre la langue huave et plusieurs familles de langues qui ont été proposées, aucune n'a été confirmée, et le huave continue à être considéré comme un isolat (Campbell, 1997 pg. 161). Paul Radin a proposé une relation entre le huave, le maya et les langues mixe–zoquean. Morris Swadesh lui, a proposé une relation avec les langues oto-manguean qui a été étudiée par Rensch (1976), mais toutes ces propositions n'ont pas été concluantes.

## Utilisation actuelle et statut
Bien que le huave soit encore utilisé dans la plupart des domaines de la vie sociale dans au moins l'un des quatre villages où il est parlé, c'est une langue en danger. Récemment, le travail de terrain et des projets de revitalisation ont été effectués dans les communautés huave par les universités de différents pays.
En 2011, on rapporte que les adolescents ont envoyé de textos en huave, afin de pouvoir communiquer sans leurs parents en pouvant se comprendre. (le langage sifflé mexicain kickapoo's a été développé vers 1915 pour la même raison.), Également, dès 2011, une station de radio de San Mateo del Mar, Radio Ikoots, a radiodiffusé en huave.

## Phonologie
Le huave de San Mateo del Mar est en partie tonal, distinguant le ton haut et bas seulement dans les avant-dernière syllabes. Le huave est l'une des deux seules langues mésoaméricaines à ne pas avoir de phonémique glottale (l'autre est le Purépecha).
L'inventaire phonémique, reconstruit de l'ancêtre commun des quatre variétés de huave présentées par Campbell 1997, est comme suit:
- Consonnes: [p, t, ts, k, kʷ, ᵐb, ⁿd, ᵑɡ, ɡʷ, s, l, r, w, h] (et [ɾ, j, ð] comme phonèmes marginaux)
- Voyelles: [i, e, a, ɨ, o, u] (+ longueur des voyelles, de faible et de haute tonalité).

## Grammaire de base
Le huave est comme les langues mayas en étant à la fois morphologiquement et syntaxiquement ergatif et cohérent dans le head-marking. Il est moins morphologiquement complexe que les langues mayas, cependant, et en général, chaque mot a seulement quelques affixes. Il y a des catégories obligatoires "on the verb of absolutive person and present, past or future tense", ainsi que d'autres catégories de sujet transitif, indéfini et réflexif.
Des phrases complexes en huave juxtaposent souvent plusieurs verbes chacun infléchis pour une personne appropriée. Une caractéristique intéressante du huave est que les verbes signifiant "donner" peuvent être utilisés pour produire des clauses d'intention, tandis qu'un verbe qui signifie "venir" est utilisé pour produire des clauses d'intention (signifiant "pour" en anglais). Il y a d'autres clauses d'intention introduites dans lequel le verbe est infléchi par un mode subordonné.
L'ordre des mots, comme la morphologie du verbe, en huave, suit entièrement le modèle ergatif. La base de l'ordre des mots peut être exprimé très simplement comme Ergative Verbe Absolutive. Cela signifie que, si, dans les clauses transitives l'ordre des mots est AVO, les clauses intransitives l'ordre des mots est verbe–sujet (VS). Les adjectifs et les démonstratifs peuvent être placés avant ou après le substantif auquel ils se réfèrent, tandis que les chiffres obligatoirement précédent leurs noms.
La réduplication est un processus phonomlogique très productif en huave. La racine verbale est redoublée et le nouveau sens du mot formé est une intensification ou version répétée version du sens du verbe de base. Le huave contient également quelques réduplication partielles, où seule une partie de la racine est redoublée (généralement c'est la finale de la séquence VC). Contrairement à complète réduplication, ce processus n'est pas productif.

## Dialectes
Pour les articles homonymes, voir hve et hvv.

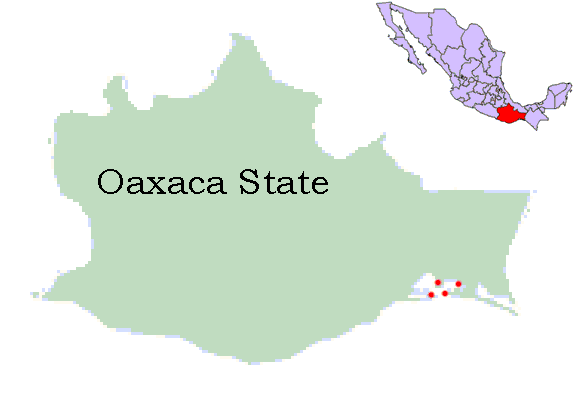
Emplacement des quatre villes où l'on parle Huave dans l'état d'Oaxaca

Le huave est parlé dans les quatre villes côtières de San Francisco del Mar, San Dionisio del Mar, San Mateo del Mar et Santa Catarina del Mar. La plus active communauté est celle de San Mateo del Mar qui a été assez isolée jusqu'il y a peu. Les attitudes négatives des locuteurs vis-à-vis de leur langue la forte pression sociale de la langue dominante l'espagnol sont les principales raisons de la mise en danger du Huave.
| Le dialecte et le lieu | Nombre de locuteurs (ca.) | ISO 639-3 (SIL) |
| ---------------------- | ------------------------- | --------------- |
| San Dionisio del M     | 5 000                     | hve             |
| San Francisco del Mar  | 900hue                    | hue             |
| San Mateo del Mar      | 12 000                    | huv             |
| Santa María del Mar    | 500                       | hvv             |

Bien que considéré comme des langues séparées par SIL pour les besoins des matériels d'alphabétisation, Campbell (1997) les considère comme des dialectes d'une seule langue. INALI et distingue deux variétés, ceux de l'est (Dionisio et Francisco) et ceux de l'Ouest (Mateo et Maria).

## Exemple d'écrit Huave
Les pratiques orthographiques sont actuellement réservées aux locuteurs lettrés de San Mateo, San Francisco, San Dionisio et Santa María del Mar. Il y a un effort fait par l'INALI mexicain (Institut National des Langues Autochtones) afin de normaliser l'orthographe en concert avec des intervenants de chacune des quatre communautés.
Le texte suivant est un l'échantillon d'un passage de: Olivares S., Juan & Escaliers K., G. Alberto & Scharfe de Escaliers, Emilia. 2006. Cuentos Huaves III (version électronique). México DF: Instituto Lingüístico de Verano 
Tambüw chüc ambiyaw chüc xicuüw,
Les deux acolytes sont allés tuer des cerfs'
ambiyaw chüc coy, ngwaj. Apiüng chüc nop:
"et ils sont allés à tuer des lapins. Un (d'entre eux) a dit:"
—Tabar combül, ambiyar coya, ambiyar xicuüwa, ambiyar püecha —aw chüc.
"Allons, compadre, pour tuer des lapins, des cerfs et des chachalacas'.
—Ong namb —aw chüc.
"Je n'irai pas", dit-il'.